# Nautiloidea
Nautiloidea vormen, in veel klassieke opvattingen over de indeling van het dierenrijk, een onderklasse van de Cephalopoda. De eerste vertegenwoordigers van de onderklasse zijn bekend uit het laat-Cambrium, bijna 500 Ma geleden. Er zijn ongeveer 2500 fossiele soorten bekend. De enige moderne vertegenwoordigers zijn de zes nautilussoorten, verdeeld over de twee geslachten Nautilus en Allonautilus in de familie Nautilidae.

## Beschrijving
Nautiloidea zijn mariene inktvissen met een langgerekte of opgerolde, buisvormige schelp die door middel van septa (tussenwanden) verdeeld is in kamers. Het dier woont in de laatste kamer. De overige kamers zijn door middel van een siphunculus met elkaar en met het dier verbonden. Het gekamerde schelpdeel wordt wel de phragmocoon genoemd. De kop van de Nautiloidea draagt ogen en tentakels. Ze bewegen zich voort door een waterstraal onder druk uit hun mantelholte te persen.

## Taxonomie
In de meeste klassieke opvattingen over de indeling van het dierenrijk, werd de klasse Cephalopoda verdeeld in drie onderklassen: Nautiloidea, Ammonoidea (ammonieten) en Coleoidea (o.a. belemnieten, pijlinktvissen, zeekatten en octopussen). Volgens modernere inzichten stammen zowel de Ammonoidea als de Coleoidea af van (een deel van) de Nautiloidea, die in dat geval een parafyletische groep vormen.
De orden die samen de Nautiloidea vormen zijn:
- †Plectronocerida
- †Ellesmerocerida
- †Actinocerida
- †Pseudorthocerida
- †Ascocerida
- †Endocerida
- †Tarphycerida
- †Oncocerida
- †Discosorida
- Nautilida
- †Orthocerida
- †Lituitida
- †Bactritida

De laatste drie hiervan worden, samen met de Ammonoidea en de Coleoidea nu in de clade Neocephalopoda geplaatst. In engere opvatting worden de Nautiloidea ook wel beschouwd als de groep die bestaat uit de volgende orden:
- †Tarphycerida
- †Oncocerida
- Nautilida

Deze zouden samen wel een monofyletische groep vormen.